# Erich Rottig
Erich Rottig (* 10. April 1888 in Prinzenthal (heute polnisch: Wilczak) bei Bromberg; † 1950) war ein deutscher Steinmetz.

## Leben
Erich Rottig war der älteste Sohn des Eisenbahn-Vorschlossers Karl Rottig. Nach dem Besuch der Volksschule erlernte er bei dem Bromberger Steinmetzmeister P. Albrecht von 1903 bis 1907 das Steinmetzhandwerk. Danach machte er bei dem Berliner Steinbildhauer A. Dietrich ein dreijähriges Volontariat. Dort wurden besonders Plastiken in Marmor wie Porträtbüsten und figürliche Darstellungen für die Professoren Fritz Schaper, Georg Kolbe, Richard Engelmann  gefertigt. Daneben war Rottig auch in der Bauplastik tätig, u. a. am Deutschen Opernhaus in Charlottenburg (1943 zerstört) und der Königlichen Bibliothek Unter den Linden. Später berief ihn Richard Engelmann nach Weimar, wo er an der dortigen Kunstschule von November 1913 bis Februar 1914 die Kolossalgruppe Die Schwestern in Kalkstein ausführte. Dann folgte Rottig dem Rückruf durch Kolbe nach Berlin, übernahm die Steinbildhauerwerkstatt von Dietrich und arbeitete selbstständig und ausschließlich für Kolbe.
Im Februar 1915 wurde Rottig zum Militär eingezogen und diente bis Februar 1919. Durch den Militärdienst musste er die Berliner Werkstatt aufgeben. Im März 1919 zog er nach Danzig  gründete er in Danzig-Heubude erneut eine eigene Steinbildhauerwerkstatt.
Bereits in den 1930er-Jahren wohnte Rottig in Eldena bei Greifswald und war in Greifswald als Steinbildhauermeister tätig.
Auf Veranlassung der Universität Greifswald gestaltete Rottig einen Gedenkstein für sechs Medizinstudenten, die 1932 beim Untergang des Segelschulschiffes Niobe ertranken. Dieser Gedenkstein wurde 1933 in einer Wand im Hauptgebäude der Universität Greifswald eingelassen, Mitte der 1970er-Jahre entfernt und 1990 erneut angebracht.
Im Sommer 1946 wurde Rottig mit der Leitung der Greifswalder Kommission zur Bewertung vorhandener Denkmäler beauftragt, da durch die Direktive Nr. 30 des Alliierten Kontrollrates die Entfernung aller militärischen und faschistischer Denkmäler angeordnet worden war.

## Arbeiten
- liegender Akt von Engelmann an der Kunstschule Weimar
- Relief am Grabmal Ernst von Wildenbruchs von Kolbe in Weimar
- Gedenkstein zum Untergang des Segelschulschiffs Niobe in der Universität Greifswald[7]
- Kriegerdenkmal 1914–18 (St. Georg auf einer Säule) in Eldena bei Greifswald